# 宮坂静生
宮坂 静生（みやさか しずお、1937年11月4日 - ）は、日本の俳人、国文学者。信州大学名誉教授。本名、敏夫。長野県出身。

## 経歴
長野県千曲市生まれ、松本市育ち。信州大学で近世文学を専攻。卒業後、1961年から長野県の公立高校教諭となり、1974年信州大学医学部保健学科助教授、教授を経て2001年定年退官、名誉教授。大学では近世および近現代国文学、日本人の死生観等を専門とした。
俳句は14歳から始め、18歳から「若葉」に投句、富安風生、加倉井秋をに師事。1962年、「龍膽」編集長となり同誌を小諸から発行。1968年、藤田湘子に会い「鷹」に入会、翌年に無鑑査同人となる（1995年に退会）。1978年俳誌「岳」（たけ）を創刊、主宰。
風土詠を得意としており、風土を概念的に捉えるのではなく、原始感覚・からだ感覚をもって「地貌」（その土地のもつ荒々しい表情）を捉えることを提唱。標準語化された季語体系に疑問を抱き、信州をはじめとする全国各地の特徴的な「地貌季語」を蒐集している。
1995年、第45回現代俳句協会賞受賞、2001年、第1回山本健吉文学賞受賞、2006年、『語りかける季語 ゆるやかな日本』で第58回読売文学賞（随筆・紀行賞）受賞、2012年『雛土蔵』で第11回俳句四季大賞受賞。同年、現代俳句協会会長に就任。2014年、第21回信毎賞受賞、2018年第15回みなづき賞受賞、2019年、第19回現代俳句大賞受賞。2021年、『草魂』で第36回詩歌文学館賞受賞。

## 著書
- 『青胡桃 句集』龍胆俳句会 1964
- 『雹 句集』（未刊 /「全景 宮坂静生」H20刊に収録）
- 『夢の像 俳人編』高文堂出版社 1976
- 『俳句の出発 子規と虚子のあいだ』高文堂出版社 鷹叢書 1979
- 『山開 句集』鷹俳句会 1979
- 『樹下 句集』鷹俳句会・鷹俳句叢書 1983
- 『正岡子規と上原三川 日本派俳句運動の伝播の状況』明治書院 1984
- 『春の鹿 句集』富士見書房 「俳句研究」句集シリーズ 1988
- 『虚子以後』花神社 1990
- 『俳句第一歩』花神社 1992
- 『宮坂静生』花神社 1994
- 『虚子の小諸 評釈「小諸百句」および「小諸時代」』花神社 1995
- 『俳句原始感覚』本阿弥書店 1995
- 『火に椿 句集』富士見書房「俳句研究」句集シリーズ 1995
- 『子規秀句考 鑑賞と批評』明治書院 1996
- 『小林一茶』編著 蝸牛社・蝸牛俳句文庫 1997
- 『俳句からだ感覚』本阿弥書店 2000
- 『山の牧 句集』本阿弥書店 2000
- 『正岡子規 死生観を見据えて』明治書院 2001
- 『雪そして虚空へ』花神社 2001
- 『鳥 句集』花神社 2003
- 『俳句地貌論 21世紀の俳句へ』本阿弥書店 2003
- 『宙 句集』角川書店 2005
- 『語りかける季語ゆるやかな日本』岩波書店 2006
- 『全景宮坂静生』花神社 2008
- 『ゆたかなる季語こまやかな日本』岩波書店 2008
- 『季語の誕生』岩波新書 2009
- 『雛土蔵 宮坂静生句集』角川書店 2011
- 『昭和を詠う』NHK出版 NHK俳句 2012
- 『草泊 俳日記2013 句集』本阿弥書店 2015
- 『噴井 句集』花神社 2016
- 『句集 草魂』角川文化振興財団 2020
- 『句集 鑑真』本阿弥書店 2024

### 共著編
- 『藤田湘子』（編）高文堂出版社 現代俳句研究 1980
- 『秀句三五〇選 21 虫』（編）蝸牛社 1990
- 『拝啓静生百句』小林貴子共著 花神社 2013